# Kalv Arnesson
Kalv Arnesson (født omkring 990, død 1051) var en norsk vikingehøvding. Han var bror til Finn Arnesson og gift med Sigrid Toresdotter. Han var, sammen med Sigrids bror Tore Hund, leder af gruppen som gik imod Olav Haraldsson i 1030, og var en af dem som gav kongen hans banesår.